# René Goscinny

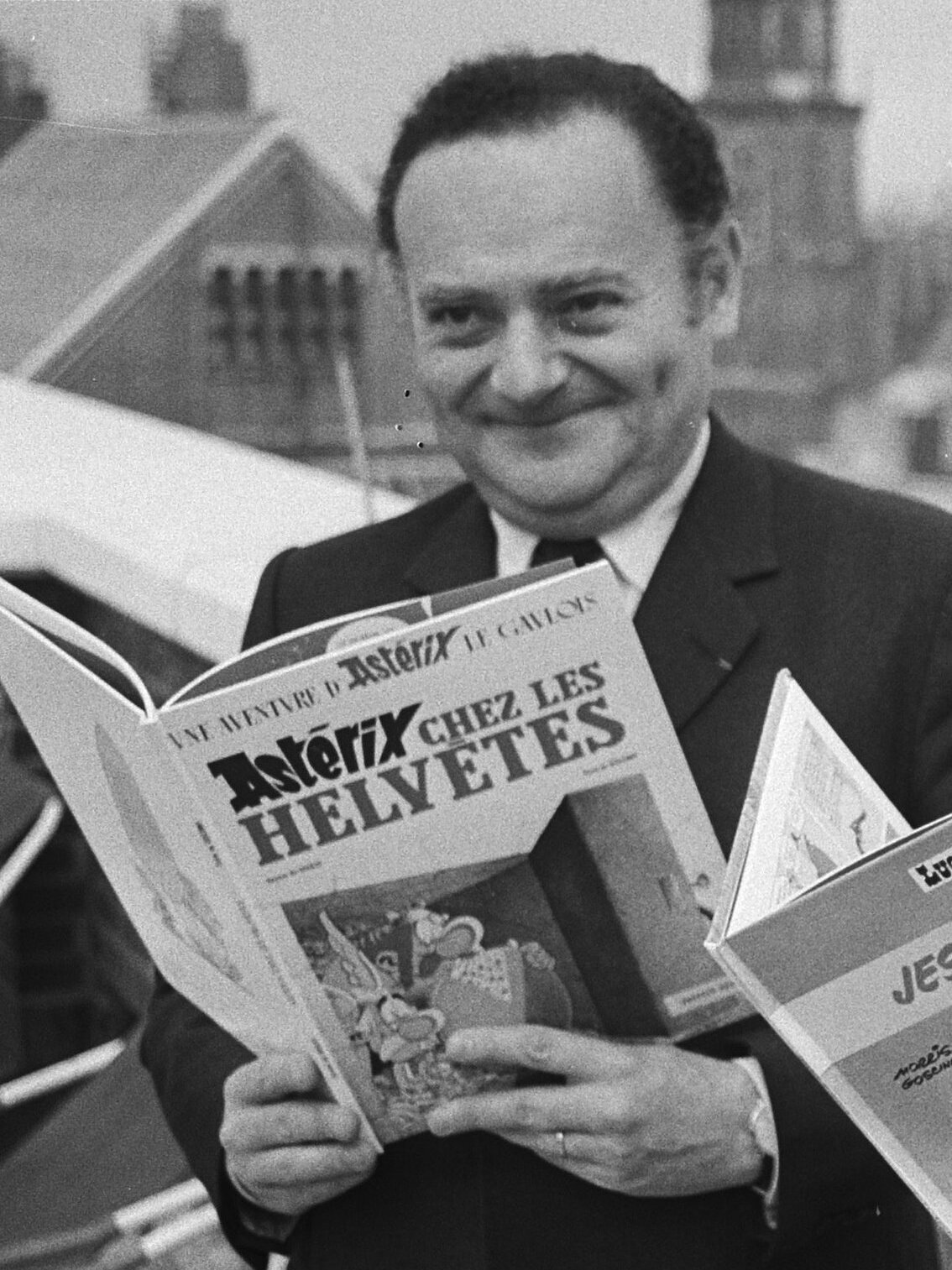
René Goscinny (1971)

René Goscinny [ʀəˈne gosiˈni] (* 14. August 1926 in Paris; † 5. November 1977 ebenda) war ein französischer Comicautor, Publizist und Regisseur. Er gilt als einer der bekanntesten Comicautoren des 20. Jahrhunderts.
Mit dem Zeichner Albert Uderzo schuf er die Comics über den Indianer Umpah-Pah (ab 1951) und den unbeugsamen Gallier Asterix (ab 1959). Ab 1955 textete er außerdem die Comics über den von Morris gezeichneten Cowboy Lucky Luke und den von Jean Tabary gezeichneten Großwesir Isnogud. Als Kinderbuchautor wurde er durch seine von Sempé illustrierten Geschichten über den kleinen Nick (Le Petit Nicolas) berühmt.

## Leben und Werk
Goscinnys Eltern, Hanna Bereśniak-Gościnna und Stanisław Simkha Gościnny, waren polnische Einwanderer nach Frankreich. Der in Warschau geborene Vater war Chemieingenieur und bei der Jewish Colonisation Association angestellt, die die Auswanderung verfolgter russischer Juden nach Nord- und Südamerika sowie Palästina förderte; für diese Organisation führte Goscinnys Vater einen landwirtschaftlichen Betrieb in Argentinien. Seine Mutter stammte aus Chodorków und war Hausfrau.
1927 holte der Vater seine Familie nach Buenos Aires, wo René und sein älterer Bruder, Claude, aufwuchsen und eine französischsprachige Schule besuchten.
Nach dem Abitur arbeitete Goscinny als Hilfsbuchhalter und später als Zeichner in einer Werbeagentur. Der Vater starb 1943; zwei Jahre später wanderte Goscinny mit seiner Mutter, an der er zeitlebens hing und die 1974 in Paris starb, nach New York aus. Hier plante er, als Zeichner für Walt Disney zu arbeiten, erhielt jedoch nach mehreren Versuchen keine Anstellung und verdiente sich seinen Lebensunterhalt mit Gelegenheitsarbeiten. Der spätere Gründer des Satiremagazins Mad, Harvey Kurtzman, verschaffte ihm die Möglichkeit, Kinderbücher zu kolorieren. 1949 lernte er auf diese Weise den belgischen Zeichner Morris (Maurice de Bévère) kennen, der ihn bestärkte, weiter an Comics zu arbeiten. Später, ab 1955, schrieb Goscinny für Morris schließlich die Texte für dessen Comicreihe Lucky Luke.
1950 zog Goscinny nach Brüssel, wo er erstmals seine Comics veröffentlichen konnte. Goscinnys im selben Jahr entstandene Serie Dick Dicks, die Parodie einer Detektivgeschichte, wurde in einigen Tageszeitungen veröffentlicht, unter anderem 1955/56 in La Libre Junior, der Kinderbeilage von La Libre Belgique. Die einzige weitere von ihm gezeichnete Serie ist Le capitaine Bibobu, die 1955/56 in Risque-Tout erschien. Danach stellte er seine zeichnerische Arbeit ein und widmete sich ausschließlich dem Schreiben von Comicszenarios für andere Künstler.
Im Jahr 1951 traf Goscinny den Zeichner Albert Uderzo, mit dem er eine fruchtbare Zusammenarbeit als Szenarist begann. Gemeinsam schufen sie folgende Figuren:
- den Kaperkapitän Pitt Pistol (1952–1956 in La Libre Junior)
- den jungen Reporter Luc Junior (1954–1957 in La Libre Junior) (mit gewissen Ähnlichkeiten zu Tim und Struppi)
- das Geschwisterpaar Benjamin & Benjamine (1956–1959 im gleichnamigen Magazin sowie in Top)
- den Indianer Umpah-Pah (1958–1962 in Tintin)
- den Gallier Asterix, ihren größten Erfolg, der 1959–1974 in Pilote vorveröffentlicht wurde und heute ausschließlich in Albenform erscheint.

Ab 1952 wurde Goscinny als Autor bei dem Magazin Spirou tätig. Hier schrieb er drei Onkel-Paul-Episoden sowie für Jijé ein Jerry-Spring-Abenteuer, konzentrierte sich jedoch ab 1955 auf Lucky Luke, den einsamen Cowboy von Morris. Ab 1956 schrieb er auch Szenarios und Gags für das Magazin Tintin, wo er mit etlichen Zeichnern zusammenarbeitete, u. a. mit André Franquin an Mausi und Paul, mit Maurice Maréchal an Prudence Petitpas (deutsch: „Oma Pfiffig“ in Fix und Foxi), mit Berck an Strapontin (deutsch: „Kasimir“ in Zack), mit Dino Attanasio an Spaghetti und nicht zuletzt mit Uderzo an Umpah-Pah.
Neben den Comics schrieb er zwischen 1959 und 1965 für die Zeitschrift Sud-Ouest-Dimanche wöchentlich eine Episode von Der kleine Nick (Le Petit Nicolas), der wenig später auch in Pilote (siehe unten) erschien. Die Kurzgeschichten wurden von Jean-Jacques Sempé illustriert, der die Titelfigur bereits 1954 für die belgische Fernsehzeitschrift Le Moustique kreiert hatte, wo sie unter Goscinnys Einfluss 1955/56 sogar kurzzeitig als Comic erschienen war. Auf Deutsch ist der Kinderbuchklassiker in sieben Sammelbänden erschienen, übersetzt von Hans-Georg Lenzen.
Im Jahr 1959 hob Goscinny zusammen mit Uderzo, Jean-Michel Charlier und Jean Hébrard das Magazin Pilote aus der Taufe, dessen Chefredakteur er von 1963 bis 1974 war. Asterix hatte sein Debüt in der ersten Nummer, und auch Der kleine Nick gehörte von Anfang an zum Programm. 1965 schuf Goscinny mit Gotlib (Marcel Gotlieb) für das Magazin die Dingodossiers, eine durch das Magazin MAD beeinflusste Serie von zumeist zweiseitigen Gag-Comics, die den Wahnsinn des Alltags thematisieren. 1968 importierte er Lucky Luke aus Spirou sowie die Serie Isnogud, die in Zusammenarbeit mit Jean Tabary 1962 für die Zeitschrift Record entstanden war. Darüber hinaus bot er jüngeren experimentierfreudigen Zeichnern wie Gotlib, Claire Bretécher, Jean-Marc Reiser, Enki Bilal, Jacques Tardi und dem späteren Filmregisseur Terry Gilliam in Pilote ein Sprungbrett für ihre Karriere.
1964 war er am Drehbuch von Tim und Struppi und die blauen Orangen beteiligt.
Ende der 1960er Jahre kam es zu Auseinandersetzungen zwischen Goscinny und seinen Mitarbeitern, als die politischen Unruhen jener Zeit (Pariser Mai 1968) auch die Redaktion erreichten. 1974 lehnte der Verlag Dargaud (seit 1960 Eigentümer des Magazins) Goscinnys Vorschlag ab, für die Albenproduktion der Bestseller Asterix und Lucky Luke eine eigene Gesellschaft zu gründen, an der er zur Hälfte beteiligt sein sollte. Goscinny verließ Pilote, und Asterix erschien fortan ohne Vorveröffentlichung in Pilote oder anderen Zeitschriften als Album bei Dargaud. Goscinny gründete im selben Jahr mit Pierre Tchernia und Uderzo das Studio Idéfix (benannt nach einer Figur aus Asterix) in Paris. Dort wurden die Zeichentrickfilme Asterix erobert Rom und Lucky Luke – Sein größter Trick produziert, die beide auf Vorlagen Goscinnys beruhten. Mehrfach führte Goscinny selbst Regie.

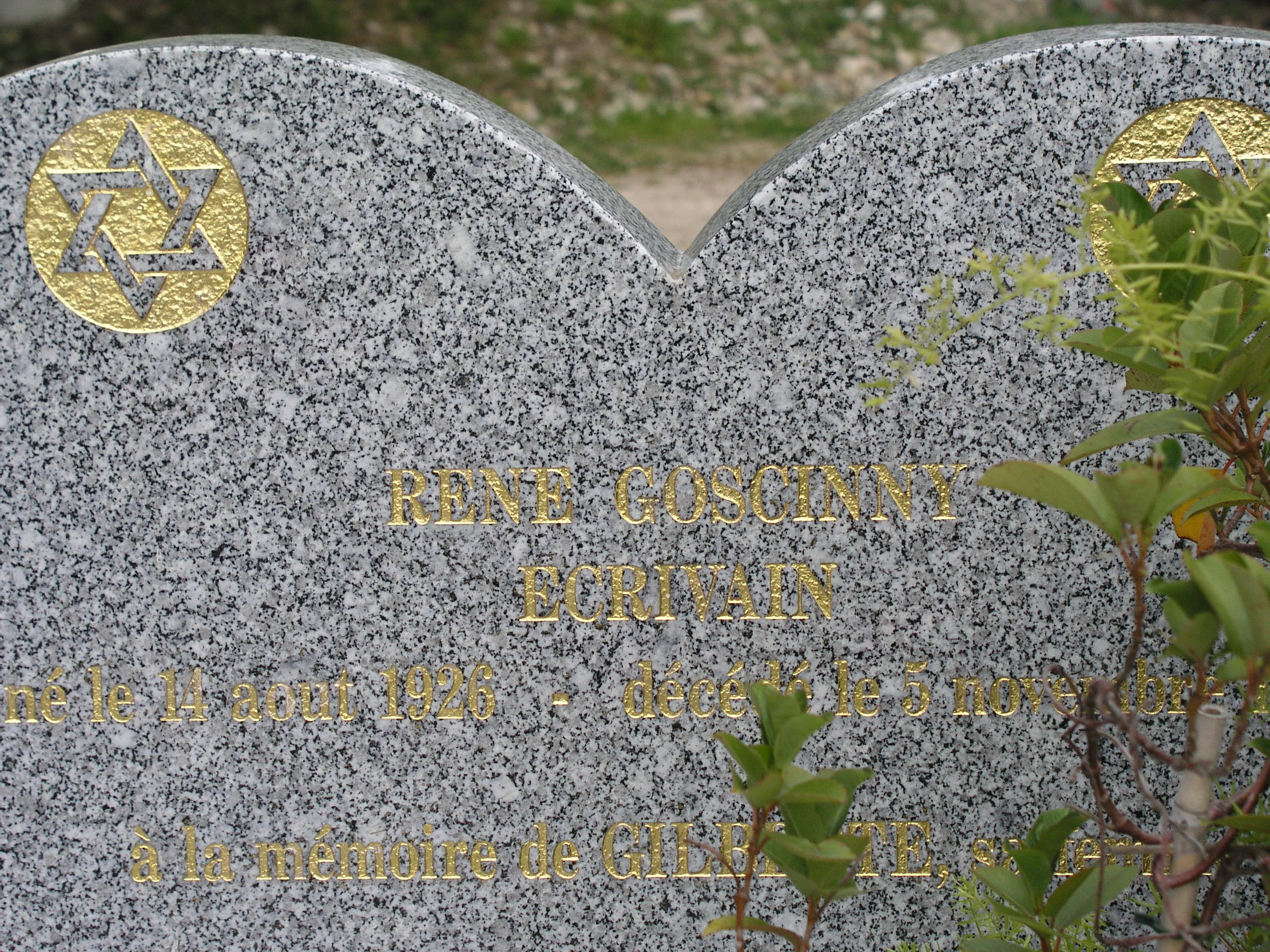
Grabstelle von René Goscinny in Nizza (F)

René Goscinny starb am 5. November 1977 in Paris bei einem ärztlichen Belastungstest im Alter von 51 Jahren an einem Herzinfarkt. Er hinterließ seine Frau, Gilberte, mit der er seit 1967 verheiratet war, und seine 1968 geborene Tochter Anne Goscinny.

## Nach dem Tod
Nicht lange nach seinem Tod wurde das Studio Idéfix mangels weiterer Aufträge geschlossen. Ende 1979 vollzog Uderzo die endgültige Trennung von Dargaud, indem er für die Publikation der Asterix-Alben einen eigenen Verlag gründete: Les Editions Albert René. Daran beteiligt ist auch Goscinnys Tochter, die sich seit dem Tod ihrer Mutter 1994 um das Werk ihres Vaters kümmert.

## Filmografie (Auswahl)
eigene Werke
- 1964: Tim und Struppi und die blauen Orangen (Tintin et les oranges bleues, Drehbuch)
- 1968: Asterix und Kleopatra (Astérix et Cléopâtre, Regie)
- 1971: Lucky Luke (Regie/Drehbuch)
- 1974: Abgetaucht (Drehbuch)
- 1976: Asterix erobert Rom (Les Douze Travaux d’Astérix, Regie/Drehbuch)
- 1978: Lucky Luke – Sein größter Trick (La ballade des Dalton, Regie)

weiteres
- 1967: Asterix der Gallier (basierend auf dem gleichnamigen Asterix-Band, aber ohne Einverständnis von Goscinny und Uderzo entstanden)
- 1971: Le Juge (Realfilm, basierend auf dem Lucky-Luke-Band Der Richter)
- 1976: Inspektor Clouseau, der „beste“ Mann bei Interpol (The Pink Panther Strikes Again, Plagiatsbeschwerde)[11]
- 1983: Lucky Luke – Das große Abenteuer (Les Dalton en cavale, basierend auf der Comicserie)

## Dokumentationen
- Guillaume Podrovnik (Regie): René Goscinny - Der Autor von Astérix und Co. Jaraprod/ARTE France, 2017, abgerufen am 8. Oktober 2017 (Länge: 52:04 Minuten).

## Ausstellungen
- 2017/2018: René Goscinny - Au-delà du rire, Musée d’art et d’histoire du Judaïsme, Paris. Katalog.
- 2017/2018: Goscinny et le Cinéma - Astérix, Lucky Luke & Cie., Cinémathèque française, Paris. Katalog.

## Ehrungen

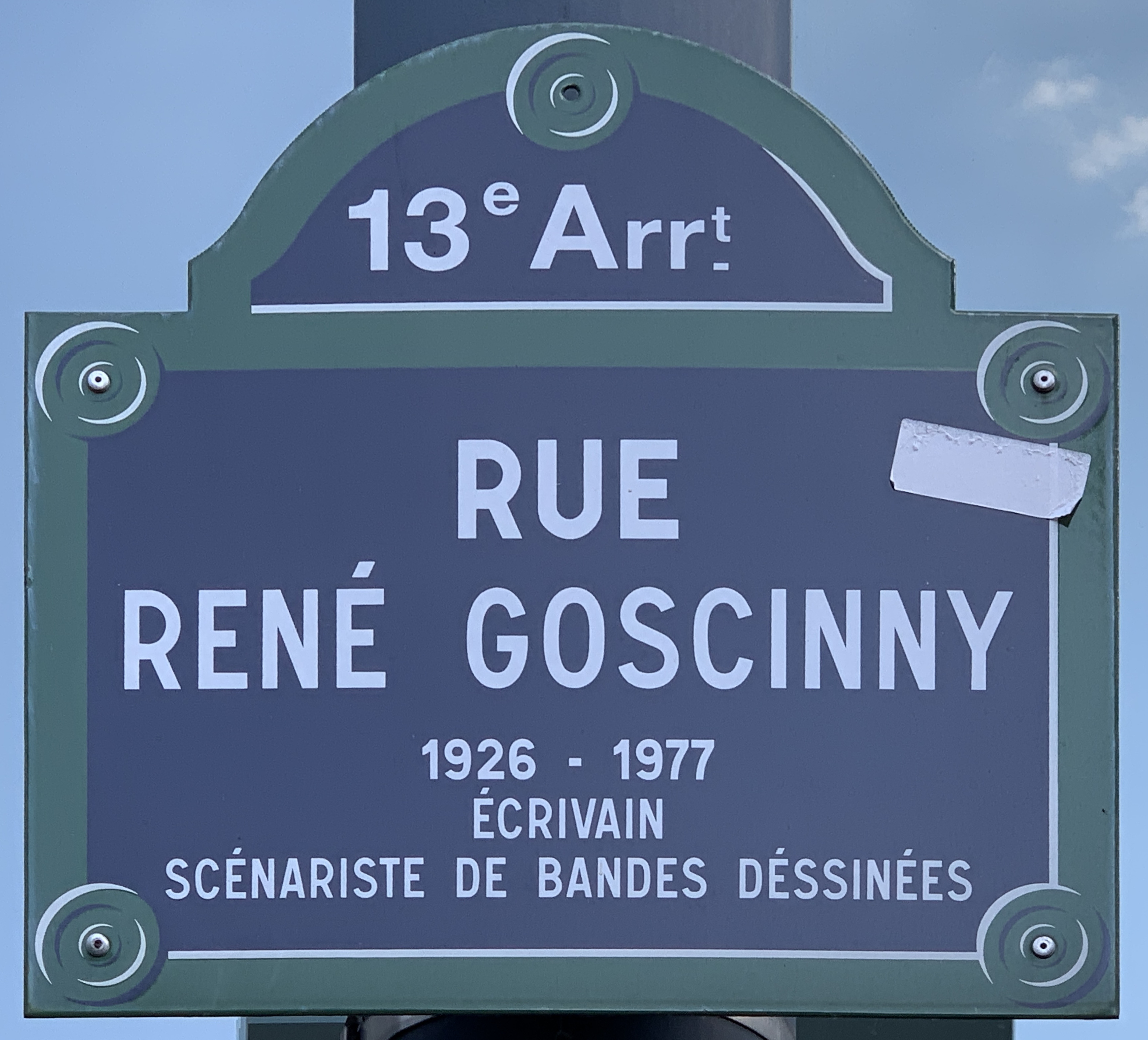
Straßenschild in Paris

1967 erhielt er den Ordre des Arts et des Lettres im Rang eines Chevaliers.
In den französischen Städten Angoulême, Avignon, Bobigny, Carrières-sur-Seine, Chessy, Cormeilles-en-Parisis, Eysines, La Chapelle-sur-Erdre, La Roche-sur-Yon, Paris, Montpellier, Orvault, Pau, Poitiers, Toulouse und Torcy sind Straßen nach Goscinny benannt. In Fismes gibt es eine „Allée Goscinny Uderzo“.
In Viernheim (D) gibt es einen René-Goscinny-Weg.
In den französischen Orten Auzeville-Tolosane, Beaulieu-sous-la-Roche, Cannes, Ceaucé, Cléon, Divion, Drap, Le Louroux-Béconnais, Saint-André-sur-Orne, Taverny, Vaires-sur-Marne und Valdoie wurden Schulen nach Goscinny benannt. In Warschau wurde ein Gymnasium nach ihm benannt.
In Aire-sur-l'Adour, Athis-Mons, Dammarie-les-Lys und Saint-Sulpice-la-Pointe wurden Kultur-, Freizeit- und Gemeindezentren nach ihm benannt.
In Athis-Mons, Langres und Sainte-Luce-sur-Loire git es René-Goscinny-Bibliotheken.
Seit 1988 werden Szenaristen auf dem Comicfestival in Angoulême mit dem Prix René Goscinny geehrt.
Am 23. Januar 2020 wurde in Paris in der Nähe seines früheren Wohnhauses eine lebensgroße Statue in Bronze – auf einem Bücherregal – enthüllt.